# 榮愷
榮愷（1490年—？），字舜舉，號桂亭，順天府大興縣人，民籍，明朝政治人物。

## 生平
嘉靖四年乙酉科順天府鄉試第九十五名舉人。嘉靖八年（1529年）中式己丑科會試第一百六十五名，登第三甲第二百名進士。授南阳县知县，历官户部郎中、山东布政司遼東參議、陕西按察司副使。

## 家族
曾祖榮秉忠；祖父榮叄；父榮俊，贈文林郎南阳知县。前母張氏；母杜氏。慈侍下。